# 1260 dans les croisades
- Mamelouks :    Al-Muzaffar Sayf ad-Dîn Qutuz, Az-Zâhir Rukn ad-Dîn Baybars al-Bunduqdari

Cette page regroupe les évènements concernant les Croisades qui sont survenus en 1260 :
- 24 janvier : les Mongols prennent Alep[1].
- 25 février : les Mongols prennent la citadelle d'Alep[2].
- 21 mars : les Mongols prennent Damas[3].
- 6 avril : À l'annonce de la mort du khan Möngke, les Mongols se retirent pour élire son successeur[3].
- 3 juillet : le pape Alexandre IV publie une bulle sur la constitution de l'Église de Chypre[1].
- 3 septembre : les Mongols sont battus à Ain Jaloud par les Mamelouks[1].
- 23 septembre : Assassinat de Al-Muzaffar Sayf ad-Dîn Qutuz. Baybars devient sultan mamelouk d'Égypte[4].